# Selbsttätigkeit
Selbsttätigkeit als pädagogischer Begriff ist eine Tätigkeit aus eigenem Antrieb und mit eigener Zielsetzung. Sie kann entweder spontan beim Schüler einsetzen (intrinsische Motivation), oder durch den Lehrer provoziert werden (extrinsische Motivation). Im Fall des Einsetzens von Selbsttätigkeit zwingt diese den Schüler zu eigenen Überlegungen, die dann zu unterschiedlichen Lösungsversuchen führen. Durch diesen Sachverhalt wird das Problembewusstsein gefördert und somit Selbstständigkeit im Denken, Handeln und Urteilen erreicht.
Als wichtigste Voraussetzungen für das Erreichen von Selbsttätigkeit gelten innere Anteilnahme an den zu lösenden Problemen und die Bereitstellung von Arbeitsmitteln. Der Lehrer kann bei der Arbeit mit dem Schüler die Selbsttätigkeit fördern, indem er ihm bestimmte Arbeitsmethoden vermittelt. Bei einer Erziehung zur Person sollte die Selbsttätigkeit des Schülers überall dort berücksichtigt werden, wo der Unterricht und die Entwicklungsstufe des Schülers dies erlaubt, jedoch sollte keine Überakzentuierung auf die Selbsttätigkeit fallen, so dass sie zum Schluss in einen leeren Aktivismus mündet und eine ausreichende geistige Beschäftigung mit dem eigentlichen Lernstoff ausbleibt. Die Selbsttätigkeit des Schülers spielt vor allem in der Reformpädagogik eine wichtige Rolle. Zuvor wurden im Rahmen der Anschauungspädagogik Johann Heinrich Pestalozzi und Adolph Diesterweg sowie Jean-Jacques Rousseau erwähnt, bei denen die Selbsttätigkeit des „Zöglings“ eine wichtige Rolle spielte.
Johannes Paul II. (Karol Wojtyła) hebt in seinem Buch „Person und Tat“ die besondere Bedeutung einer „Selbsttätigkeit“, also einer Tat, die nur von einer bestimmten Person ausgehen kann, besonders hervor. Er erläutert in diesem Zusammenhang,
„dass das Vollbringen der Tat durch die Person selbst einen grundlegenden Wert darstellt. Man könnte ihn als personalistischen oder auch personalen [die Person betreffenden] Wert der Tat bezeichnen. Dieser Wert unterscheidet sich von allen sittlichen Werten, die immer Werte der vollbrachten Tat sind und aus der Beziehung zu Normen hervorgehen. Der personalistische Wert steckt im Vollbringen der Tat durch die Person selbst, im bloßen Faktum, dass „der Mensch“ auf ihm eigentümliche Weise „handelt“. Also darin, dass dieses Handeln den Charakter einer authentischen Selbstbestimmung hat, dass sich in ihm die Transzendenz der Person realisiert, was, (…) die Integration sowohl auf dem Feld der menschlichen Somatik als auch der Psyche nach sich zieht.“ (Person und Tat, 305)